# Champnétery
Champnétery é uma comuna francesa na região administrativa da Nova Aquitânia, no departamento de Alto Vienne. Estende-se por uma área de 30,60 km². Em 2010 a comuna tinha 549 habitantes (densidade: 17,9 hab./km²).